# Chiune Sugihara

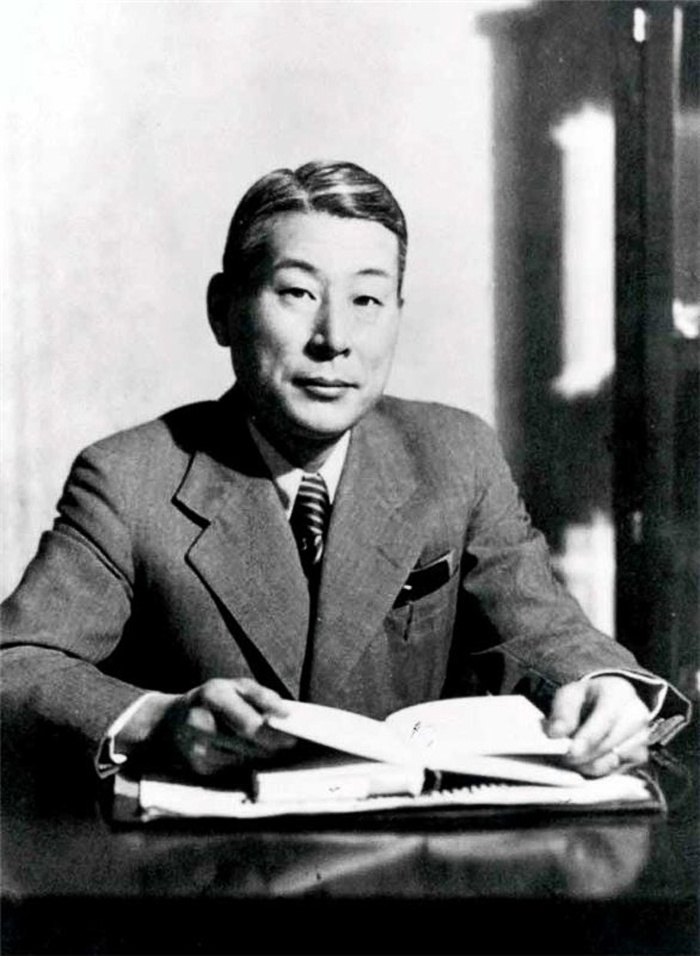
Chiune Sugihara

Chiune (Sempo) Sugihara (Japans: 杉原 千畝 , Sugihara Chiune) (Mino, Prefectuur Gifu, 1 januari 1900 – Fujisawa, 31 juli 1986) was een Japanse diplomaat en consul. 
Als consul in Litouwen in 1940 hielp Chiune Sugihara, tegen de orders van zijn regering in, vele Joodse vluchtelingen aan een doorreisvisum voor Japan. Hij verliet Kaunas als laatste buitenlandse diplomaat en stempelde zelfs hangend uit het raampje van de vertrekkende trein nog enkele visa af. Hij wordt wel de Japanse Schindler genoemd.

## Levensloop
Sugihara werd geboren in een gewoon gezin in Mino op het Japanse hoofdeiland Honshu. Hij studeerde Engelse literatuur op de Waseda-universiteit en in 1919 kreeg hij een beurs van het ministerie van Buitenlandse Zaken. Hij werd naar Harbin in China gestuurd, waar hij ook Russisch en Duits leerde en zich bekeerde tot het orthodoxe christendom en lid werd van de Russisch-Orthodoxe Kerk met de naam Pavlo Sergievitsj Sugihara (Sugihara zei later tegen de vluchtelingen dat ze hem "Sempo" moesten noemen, naar de Chinese lezing van de karakters in zijn voornaam, omdat hij had ontdekt dat dat voor westerlingen veel gemakkelijker uit te spreken was).
Omdat de Japanse overheid inlichtingen over Russische en Duitse troepenbewegingen in het Baltische gebied wilde hebben, werd hij, omdat hij vloeiend Russisch sprak, na jaren overheidsdienst in Mantsjoerije in november 1939 benoemd tot consul in Kaunas, de toenmalige hoofdstad van Litouwen. In zijn nieuwe rol wisselde hij al vlug inlichtingen uit met het Litouwse verzet. Na enige tijd kwamen Joodse vluchtelingen naar hem toe met al dan niet geldige papieren voor Curaçao en de Nederlandse Antillen, afgegeven door Jan Zwartendijk, de plaatsvervangend consul van Nederland. Sugihara en Zwartendijk werkten nauw samen. De Japanse en Nederlandse consulaten waren niet ver van elkaar gevestigd. Omdat Sugihara ook wel zag dat de westelijke vluchtroute vanwege de oorlog in Europa te gevaarlijk was geworden, hielp hij in juni en augustus 1940 in totaal ten minste 2140 mensen aan een 10-daags doorreisvisum voor Japan. Toen de Japanse autoriteiten verboden visa te verstrekken aan mensen met ondeugdelijke of helemaal geen papieren, suggereerde hij beleefd dat men de vluchtelingen dan maar aan de grens moest tegenhouden. Maar de Sovjets stonden erop dat iedereen met een visum voor Japan daadwerkelijk de grens naar Japan over mocht en zo heeft de consul zeer velen het leven gered. Volgens zijn vrouw voelde hij het als orthodox christen zijn plicht om vluchtelingen te redden. In het najaar van 1940 werd het consulaat in Kaunas gesloten en werkte Sugihara in Koningsbergen en Boedapest. Samen met andere diplomaten werd hij door de Sovjets gearresteerd en twee jaar lang gevangengehouden. Na zijn vrijlating keerde hij terug naar Japan, maar werd ontslagen uit zijn functie als diplomaat. Van 1962 tot 1975 had hij een aantal banen, waaronder één in de Sovjet-Unie.

## Rechtvaardige onder de Volkeren
In 1985 ontving hij als dank voor zijn levensreddende activiteiten in de Tweede Wereldoorlog de eretitel Rechtvaardige onder de Volkeren van Yad Vashem in Israël. Een jaar later, op 31 juli 1986, overleed hij. Zijn jongste zoon Nobuki Sugihara woont in België.